# Metabiantes rudebecki
Metabiantes rudebecki is een hooiwagen uit de familie Biantidae.